# Aristolochia dinghoui
Aristolochia dinghoui är en piprankeväxtart som beskrevs av Favio Gonzalez & O. Poncy. Aristolochia dinghoui ingår i släktet piprankor, och familjen piprankeväxter. Inga underarter finns listade i Catalogue of Life.